# Milano-Taranto
La Milano-Taranto, abreujada Mi-Ta, fou una cursa motociclista de tipus ral·li raid que es va celebrar a Itàlia entre 1937 i 1956 durant el mes de maig. La cursa sortia de Milà i s'acabava a Tàrent, a la Pulla, amb un recorregut de més de 1.000 km per carretera que calia recórrer en una sola nit.
Des de 1987 se'n celebra una recreació històrica anual que inclou la ruta original, amb arribada a Tàrent, organitzada pel Moto Club Veteran "San Martino" de San Martino in Colle, un nucli de Perusa.

## Història

### Antecedents
Ja el 1919 es va disputar una mena de ral·li raid motociclista amb sortida a Milà i arribada a Caserta, a la Campània, anomenat Freccia del Sud (o Raid Nord-Sud) en què van participar 29 competidors, dels quals només en van arribar 8. El guanyador en fou Luigi Girardi amb una Garelli 350cc. Durant els anys següents l'esdeveniment es va anar repetint i al seu moment va comptar amb una bona participació i la presència de futures estrelles del motor, com ara Tazio Nuvolari, que hi va córrer amb una Saroléa 500cc els dies 16 i 17 de setembre de 1922, fins que es va haver de retirar passat Mòdena per problemes mecànics.
La cursa es va suspendre el 1925 i després es va reprendre el 1932 a instàncies de Mussolini. Així va néixer la Coppa Mussolini, amb sortida des de l'Idroscalo de Milà i un recorregut de 841 km amb arribada a Nàpols; la darrera edició (1936) la va guanyar Omobono Tenni amb una Guzzi 500cc.

### ICoppa Mussolinia Tàrent (1937)
El 1937, la ruta de la Coppa Mussolini va ser revisada pel director de l'aleshores anomenada Reale Federazione Motociclistica Italiana (l'actual FMI), Mario D'Eintrona, natural de Tàrent, amb el vistiplau del president de la federació i el del cònsol de la Milizia nazionale della strada (una entitat dels Camises negres), Ugo Leonardi. D'Eintrona va ampliar el recorregut de les edicions anteriors per tal de fer arribar la cursa a Tàrent. La distància total augmentà, doncs, fins als 1.400 km, una distància considerable tenint en compte els mitjans de l'època i el fet que els pilots havien de completar el recorregut en una sola nit. Això convertia el raid en una prova exigent i sovint l'acabaven menys de la meitat dels que sortien de Milà a causa de les nombroses dificultats escampades pel camí; moltes carreteres encara no estaven asfaltades i, a més, les condicions meteorològiques es mostraven molt variables. La sortida es va traslladar a Rogoredo, aleshores a la perifèria de Milà, mentre que la meta es va situar al passeig marítim de Tàrent.
La primera edició de la cursa remodelada, de 1.283 km, va començar a Milà a la mitjanit del 2 de maig de 1937 i va ser acollida amb entusiasme; dels 72 participants de l'any anterior es va passar a 116, dels quals només 57 van arribar a la meta. El guanyador en va ser Guglielmo Sandri, qui amb una Moto Guzzi 500 bicilíndrica va acabar la cursa a una velocitat mitjana d'uns 104 km/h. Entre els competidors d'aquella primera edició hi havia campions consolidats com ara Dorino Serafini, Aldo Pigorini, Amilcare Rossetti i Alberto Ascari.

### De 1938 a la dècada del 1950

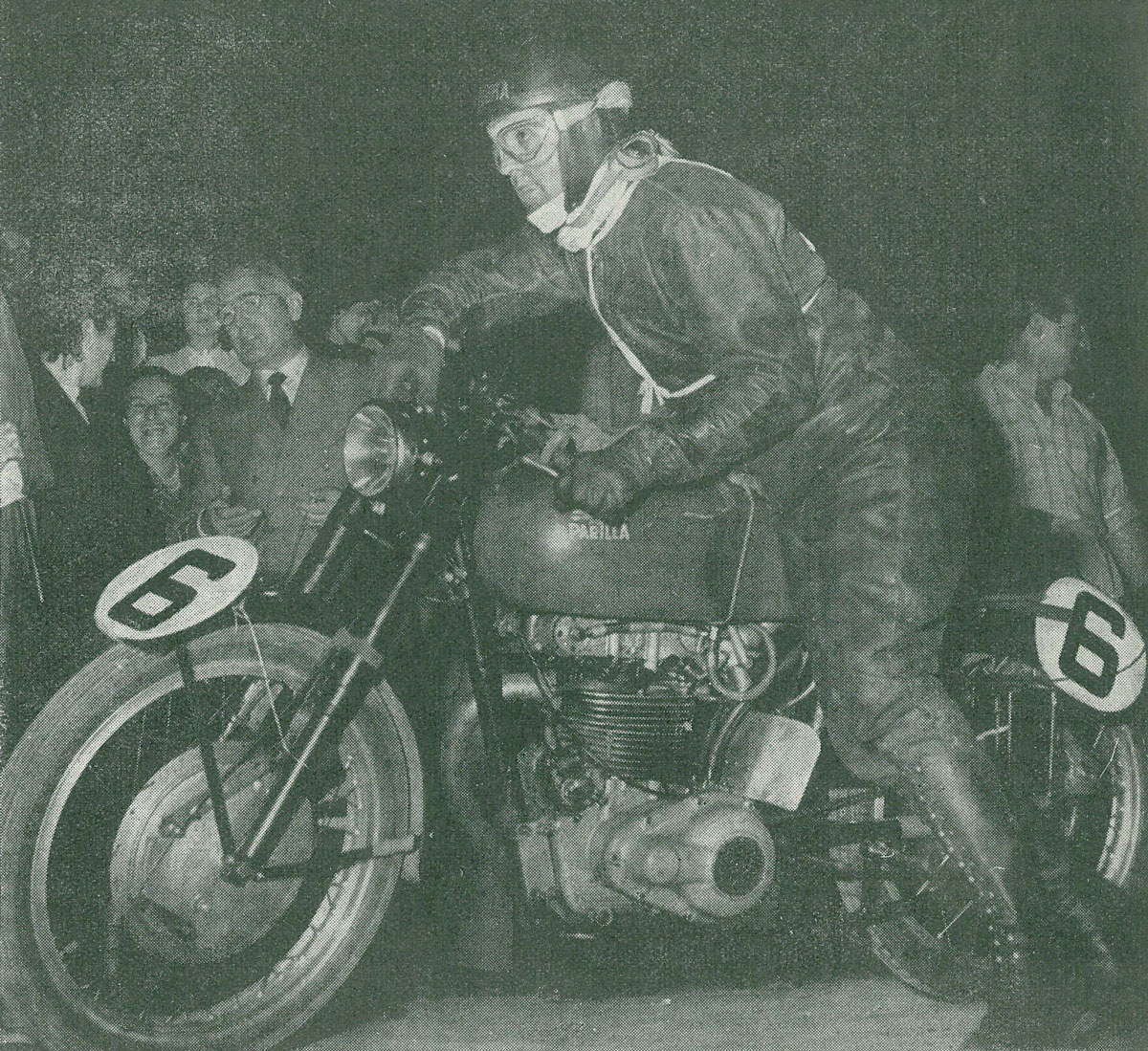
Celeste Cavaciuti, guanyador de la classe de 250cc amb la Parilla a la Milano-Taranto de 1952

Giordano Aldrighetti va guanyar la segona edició de la cursa (1938) amb una Gilera 4C amb compressor de l'escuderia d'Enzo Ferrari a una velocitat mitjana d'uns 118 km/h i va establir així un rècord destinat a mantenir-se imbatut. La tercera edició (1939) la va guanyar Ettore Villa amb una Gilera 500 monocilíndrica que va circular a una mitjana d'uns 97 km/h, contra tots els pronòstics que consideraven favorites les Gilera de quatre cilindres (tots els pilots de les quals, però, van patir caigudes). Guido Cerato va guanyar amb una Moto Guzzi Condor la quarta edició (1940). La imminent entrada d'Itàlia a la Segona Guerra Mundial (el 10 de juny, Itàlia va declarar la guerra a França) va suposar la suspensió de tota l'activitat esportiva motociclista al país.
Acabada la guerra, la cursa es va reprendre el 1950 amb la cinquena edició, ara anomenada simplement "Milano-Taranto" en comptes de l'obsoleta denominació de "Coppa Mussolini". Hi van participar 121 motoristes, només 46 dels quals van arribar a la meta. El guanyador en fou Guido Leoni amb una Moto Guzzi 500 monocilíndrica. Les edicions posteriors van ser les més populars, tant per als participants com per al públic. La darrera Milano-Taranto es va disputar el 1956 i la va guanyar Pietro Carissoni amb una Gilera 500 Saturno "Piuma".

### La fi de la cursa (1957)
El 1957, deu dies abans de la sortida de la que havia d'haver estat la vuitena Milano-Taranto, l'esdeveniment va ser cancel·lat arran de les protestes que havia suscitat el greu accident esdevingut durant la Mille Miglia el 12 de maig d'aquell any, en què van morir Alfonso de Portago i deu espectadors. Aquesta tragèdia va provocar finalment la prohibició de les curses per la via pública a Itàlia, cosa que va posar fi per sempre a la Milano-Taranto.

## Recorreguts
Al llarg de les onze edicions de la cursa (1937-1956) s'hi van fer servir dos recorreguts diferents, el "Clàssic" i l'"Adriàtic" (aquest darrer només a les edicions de 1952 i 1955).
Clàssic
Milà, Lodi, Piacenza, Parma, Reggio Emilia, Mòdena, Bolonya, el Passo delle Futa als Apenins, Pistoia, Florència, Poggibonsi, Siena, Radicofani, Viterbo, Roma, Frosinone, Cassino, Capua, Nàpols, Avellino, Ariano Irpino, Foggia, Bari i Tàrent.
Ruta de l'Adriàtic
Milà, Lodi, Piacenza, Parma, Reggio Emilia, Mòdena, Bolonya, Forlì, Cesena, Pesaro, Ancona, Macerata, Foligno, Spoleto, Terni, Roma, Frosinone, Cassino, Capua, Nàpols, Avellino, Ariano Irpino, Foggia, Bari i Tàrent.

## Recuperació
Organitzada pel Moto Club Veteran "San Martino" de San Martino in Colle, la Milano-Taranto s'ha repetit anualment des de 1987 en forma de recreació històrica. Hi participen habitualment centenars de motoristes amb motocicletes d'època i l'arribada és a Tàrent, a la Lungomare Vittorio Emanuele III.

## Llista de guanyadors
Font:

### Proves precedents
| Nom                                            | Edició | Any  | Guanyador       | Motocicleta          | Temps      | km/h   |
| ---------------------------------------------- | ------ | ---- | --------------- | -------------------- | ---------- | ------ |
| Raid Nord-Sud                                  | I      | 1919 | Ettore Girardi  | Garelli 350          | 22 56' 02" | 38,296 |
| Milano-Napoli Freccia del Sud                  | I      | 1920 | Miro Maffeis    | Indian 500           | 22 47' 08" | 39,582 |
| Milano-Napoli Freccia del Sud                  | II     | 1921 | Biagio Nazzaro  | Indian 1000          | 18 00' 30" | 48,654 |
| Milano-Napoli Freccia del Sud                  | III    | 1922 | Amedeo Ruggeri  | Harley-Davidson 1000 | 16 52' 12" | 51,988 |
| Milano-Napoli Freccia del Sud                  | IV     | 1923 | Guido Mentasti  | Frera 500            | 16 51' 25" | 52,037 |
| Milano-Napoli Freccia del Sud                  | V      | 1924 | Edoardo Self    | Bianchi 350          | 18 01' 56" | 48,123 |
| Milano-Napoli Freccia del Sud                  | VI     | 1925 | Enrico Manetti  | Frera 500            | 17 57' 17" | 49,123 |
| Milano-Napoli Freccia del Sud 'Coppa del Duce' | VII    | 1932 | Carlo Fumagalli | Guzzi 500            | 9 32' 29"  | 93,084 |
| Milano-Napoli Freccia del Sud 'Coppa del Duce' | VIII   | 1933 | Aldo Pigorini   | Bianchi 500          | 9 02' 37"  | 96,413 |
| Milano-Napoli Freccia del Sud 'Coppa del Duce' | IX     | 1934 | Terzo Bandini   | Guzzi 500            | 9 01' 38"  | 98,37  |
| Milano-Napoli Freccia del Sud 'Coppa del Duce' | X      | 1935 | Omobono Tenni   | Guzzi 500            | 7 58' 44"  | 107,91 |
| Milano-Napoli Freccia del Sud 'Coppa del Duce' | XI     | 1936 | Omobono Tenni   | Guzzi 500            | 8 02' 46"  | 107,53 |

### Milà-Tàrent
| Nom                                         | Edició | Any  | Guanyador            | Motocicleta       | Temps      | km/h    |
| ------------------------------------------- | ------ | ---- | -------------------- | ----------------- | ---------- | ------- |
| Milano-Roma-Napoli-Taranto 'Coppa del Duce' | I      | 1937 | Guglielmo Sandri     | Guzzi 500         | 12 20' 28" | 104,013 |
| Milano-Roma-Napoli-Taranto 'Coppa del Duce' | II     | 1938 | Giordano Aldrighetti | Gilera 500        | 10 52' 58" | 117,869 |
| Milano-Roma-Napoli-Taranto 'Coppa del Duce' | III    | 1939 | Ettore Villa         | Gilera 500        | 13 15' 52" | 96,702  |
| Milano-Roma-Napoli-Taranto 'Coppa del Duce' | IV     | 1940 | Guido Cerato         | Guzzi 500         | 12 26' 58" | 103,036 |
| Milano-Taranto                              | V      | 1950 | Guido Leoni          | Guzzi 500         | 12 59' 09" | 102,033 |
| Milano-Taranto                              | VI     | 1951 | Bruno Francisci      | Guzzi 500         | 13 25' 05" | 98,747  |
| Milano-Taranto                              | VII    | 1952 | Bruno Francisci      | Guzzi 500         | 12 33' 13" | 112,317 |
| Milano-Taranto                              | VIII   | 1953 | Duilio Agostani      | Guzzi 500         | 11 51' 10" | 109,97  |
| Milano-Taranto                              | IX     | 1954 | Remo Venturi         | Mondial 175       | 13 18' 07" | 96,901  |
| Milano-Taranto                              | X      | 1955 | Bruno Francisci      | Gilera 4 cil. 500 | 11 05' 25" | 126,234 |
| Milano-Taranto                              | XI     | 1956 | Pietro Carissoni     | Gilera 500        | 12 07' 32" | 107,483 |